# Judy Irola
Judith Carol Irola (* 23. November 1943 in Fresno, Kalifornien; † 21. Februar 2021 in Los Angeles) war eine US-amerikanische Kamerafrau und Hochschullehrerin an der University of Southern California.

## Leben
Judith Carol Irola wuchs als Tochter eines baskischen Schafhirten in Fresno auf. Sie studierte am Central California Commercial College und zog später nach London, wo sie als Sekretärin arbeitete. Nachdem sie als Bibliothekarin auf einer Air Force Base in Sevilla gearbeitet hatte, diente sie von 1966 bis 1968 zwei Jahre lang beim Friedenscorps in Niger. Mit ihrer Rückkehr nach San Francisco wurde sie Sekretärin bei KQED-tv, einem Fernsehsender von PBS, wo sie später anfing Dokumentarbeiträge für die Nachtnachrichten zu drehen. Ab 1978 lebte sie in New York City, wo sie nicht nur für internationale Nachrichtensender Beiträge drehte, sondern auch als Kamerafrau für Dokumentar- und Spielfilme Arbeit fand. Ihr Spielfilmdebüt Caméra d’Or erhielt bei den Internationalen Filmfestspielen von Cannes 1979 den Caméra d’Or.
Nachdem sie 1989 nach Kalifornien zurückgekehrt war, wurde sie 1992 Assistenzprofessorin und Leiterin der Filmhochschule der University of Southern California. Im Oktober 2005 erhielt sie die Professur Conrad Hall Endowed Chair in Cinematography and Color Timing.

## Filmografie (Auswahl)
- 1978: Nordlicht in Dakota (Northern Lights)
- 1979: Die Wobblies (The Wobblies)
- 1988: Wo zwei oder drei in meinem Namen versammelt sind... (King James Version)
- 1993: Die Reise nach Lukachukai
- 1993: Ich will ein Zuhause (Gregory K)
- 1996: In der glanzvollen Welt des Hotel Adlon
- 1999: Todsichere Geschäfte (The Settlement)